# Constitución de Uruguay de 1830

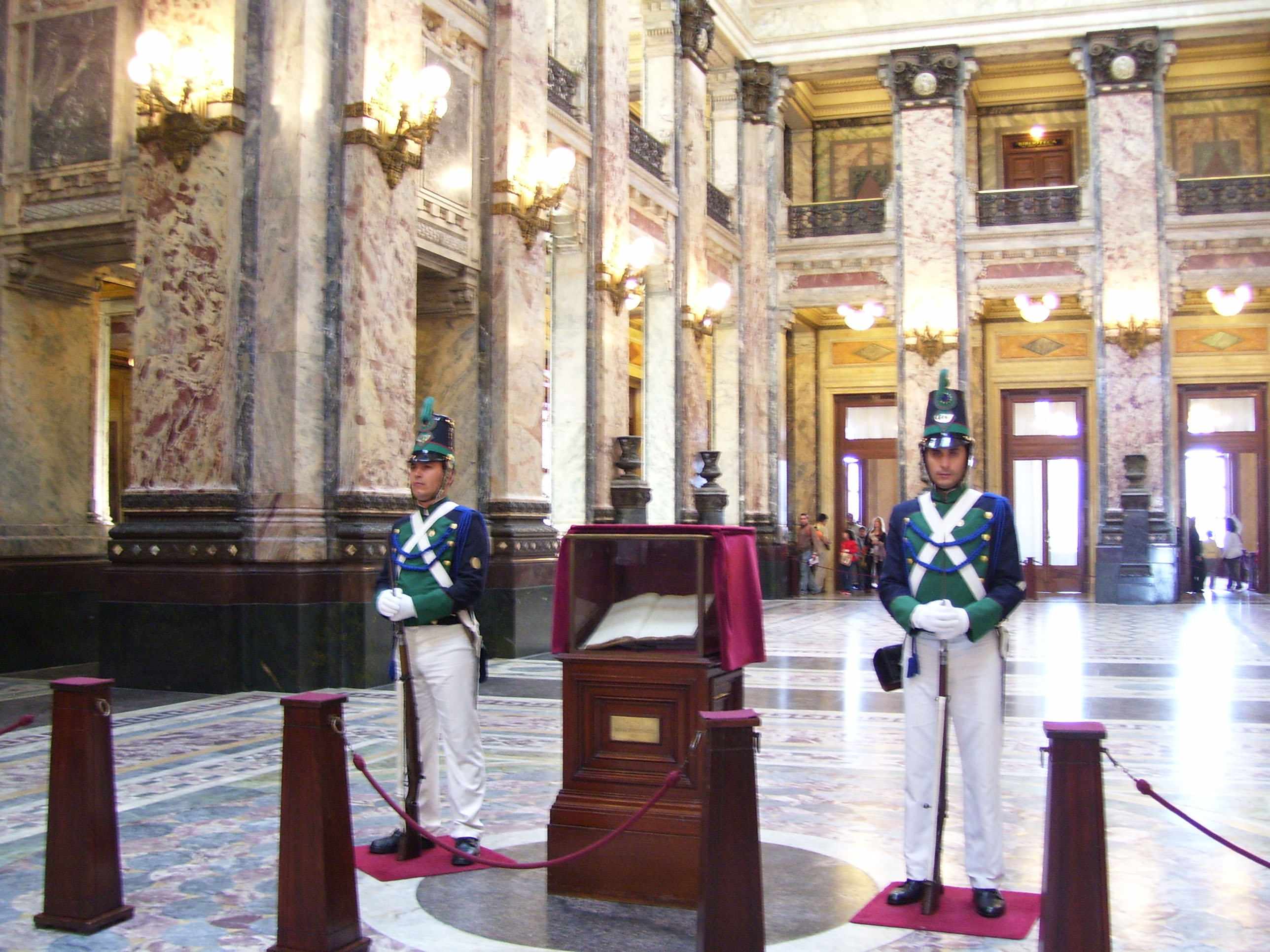
Ejemplar original de la Constitución de 1830 en el Salón de los Pasos Perdidos del Palacio Legislativo.

La Constitución de Uruguay de 1830 fue la primera Constitución de la actual República Oriental del Uruguay,Fue promulgada el 28 de junio de 1830 y jurada por el pueblo el 18 de julio del mismo año.
En Uruguay, la expresión «Jura de la Constitución» hace referencia al acto ocurrido el 18 de julio de 1830, cuando el se juró la primera constitución nacional. Esta estableció un Estado unitario, republicano y confesional; la religión del Estado era la católica apostólica romana. La ciudadanía natural estaba limitada a los hombres nacidos libres (excluía a las mujeres y a las personas esclavizadas) y se restringía aún más al establecer la suspensión de la ciudadanía a peones jornaleros, sirvientes a sueldo, soldados, entre otros grupos de la población.
Antecedentes
Una vez firmada en Río de Janeiro por los gobiernos de las Provincias Unidas del Río de la Plata y el Imperio del Brasil la Convención Preliminar de Paz el 27 de agosto de 1828 y canjeadas en Montevideo el 4 de octubre del mismo año, las ratificaciones se realizaron elecciones para designar una Asamblea General Constituyente y Legislativa para dictar leyes y redactar la primera Constitución del nuevo Estado.
La Asamblea se instaló en San José el 22 de noviembre de 1828. Integrada por 28 miembros, la Comisión de Asuntos Constitucionales fue presidida por Jaime Zudáñez e integrada, además, por José Ellauri (secretario), Luis B. Cavia, Cristóbal Echevarriarza y Solano García. Otros miembros de la Asamblea que tuvieron destacada participación en la elaboración de la Constitución, fueron Miguel Barreiro, Juan Benito Blanco, Pedro Berro, Luis Eduardo Pérez, Alejandro Chucarro, Lázaro Gadea, Ramón Massini, Juan María Pérez y Lorenzo Justiniano Pérez. El trabajo de la Comisión fue presentado a la Asamblea el 6 de mayo de 1829 y aprobado por la misma el 10 de septiembre del mismo año.
La primera Constitución se basó en las constituciones de Francia y Estados Unidos.
Esta fecha es considerada una de las más importantes en la historia del país, por lo que la principal avenida de Montevideo y de la mayoría de las ciudades y pueblos llevan por nombre 18 de Julio.

## Características
La constitución estableció ideas liberales, ya que afirmó los derechos personales y la distribución de los poderes. Fue vista por el país como una garantía de vida civilizada, como un símbolo de orden al que todos se remitían o decían aspirar. Estuvo por encima de los caudillos y de los partidos políticos.
Tuvo también algunos aspectos negativos, que promovieron inestabilidad política e hicieron que existiera un divorcio entre el país legal y el país real.
- No hizo referencia expresa a los derechos de reunión y de asociación, indispensables para el surgimiento de los partidos políticos.
- No previó la participación de los partidos políticos en el poder, lo que obligó a las minorías a recurrir a la revolución.
- Desnaturalizó el papel de la Asamblea General al convertirla en electora del Presidente, pues los diputados fueron más electores que representantes del pueblo.
- Al establecer el sufragio censitario, privó de la ciudadanía a analfabetos, mujeres, esclavos, peones jornaleros, soldados de línea, deudores del Estado, ebrios, procesados con causa penal y sirvientes a sueldo, dejándolos al margen de la vida política. Además, el sistema de votación no era secreto, lo que redundaba en innumerables sospechas de fraude.
- Excluyó a los militares del Parlamento, apartándolos de una escuela de civismo e incitándolos a la conspiración o la revuelta para llegar al poder.
- No estimuló los gobiernos locales.
- Era sumamente rígido el procedimiento para reformarla, que demandaba para ello la coordinación entre tres legislaturas sucesivas.

## Vigencia

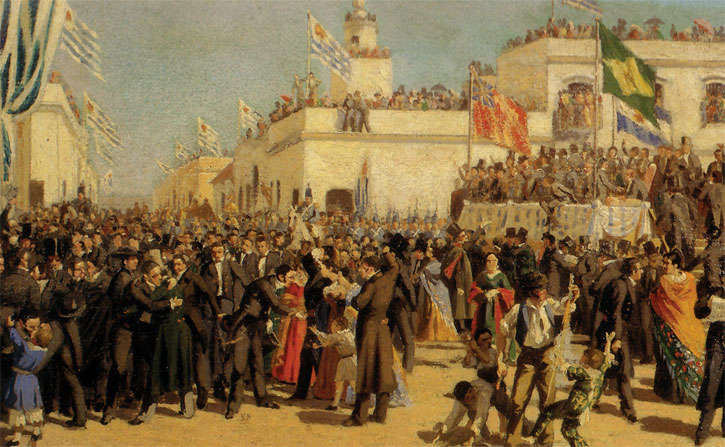
«Boceto para la Jura de la Constitución de 1830» de Juan Manuel Blanes.

Este texto constitucional estuvo vigente (al menos nominalmente) hasta bien entrado el siglo XX. El país anarquizado por las guerras de la independencia y sin una sólida organización interna, quiso asentar la estabilidad creando un Poder Ejecutivo fuerte y haciendo muy difícil la reforma de la carta magna; pero de hecho, estuvo suspendida en varias ocasiones. Recién cuando el país tuvo suficiente estabilidad política para tener tres legislaturas sucesivas de acuerdo con reformar su Carta Magna, fue posible sustituir este texto por el de la Constitución de 1918.